# Marie Louise Mignot
Marie Louise Mignot, detta Madame Denis (Parigi, 12 febbraio 1712 – Parigi, 10 agosto 1790), è stata una letterata e musicista francese.
È stata la nipote e la compagna di Voltaire.

## Biografia
Figlia di Pierre François Mignot e di Marie Arouet (1686-1726), sorella di Voltaire, è stata a lui legata da un particolare attaccamento. Dopo la morte di sua madre, lo zio la prese sotto la sua protezione e tentò di organizzarne il matrimonio. Ma Marie Louise, dopo aver rifiutato un matrimonio vantaggioso con il figlio di Madame de Champbonin, scelse di sposarsi per amore con Nicolas Denis Charles nel 1737. Voltaire, seccato, diminuì la sua dote e si rifiutò di partecipare alla cerimonia. Disgraziatamente il nuovo marito morì prematuramente nel 1744 e Voltaire l'accolse presso di lui come governante, ma la loro relazione divenne anche sentimentale. Marie Louise andò a convivere con il filosofo nella casa in rue Traversière a Parigi, ma quando questo partì per trasferirsi presso la corte di Federico II di Prussia, ella non lo seguì.
In seguito, si ricongiunse a lui a Ferney, dove il filosofo si era stabilito. La loro relazione era caratterizzata da aspri scontri: Voltaire non poteva dimenticare Émilie du Châtelet, la sua anima gemella, intellettuale come lui; Marie Louise non teneva nascoste le sue relazioni particolari con amabili gentiluomini come Baculard d'Arnaud, Marmontel e altri.
Quando Voltaire, nel 1778, ritornò a Parigi, Marie Louise andò ad abitare con lui presso il palazzo di Charles de Villette fino alla morte del filosofo.
Adottò Reine Philiberte Rouph de Varicourt, scrittrice, protetta da Voltaire che l'aveva definita « Bella e Buona » e che in seguito avrebbe sposato il marchese de Villette, nonostante la sua nota omosessualità.
Marie Louise Mignot ispirò il personaggio di Cunegonda nell'opera di Voltaire Candido.